# نیدر-ویزن
نیدر-ویزن (به آلمانی: Nieder-Wiesen) یک شهر در آلمان است که در آلزی-ورمز واقع شده‌است. نیدر-ویزن ۶۳۰ نفر جمعیت دارد.